# 儒勒·凡尔纳马戏团
儒勒凡尔纳马戏团（Cirque Jules-Verne）位于法国亚眠朗格维尔place Longueville。建于1889年，建筑师Émile Ricquier。 原名亚眠市立马戏团（Cirque municipal d'Amiens）直到2003年。
儒勒凡尔纳马戏团的立面和屋顶于1975年10月29日列为法国历史古迹

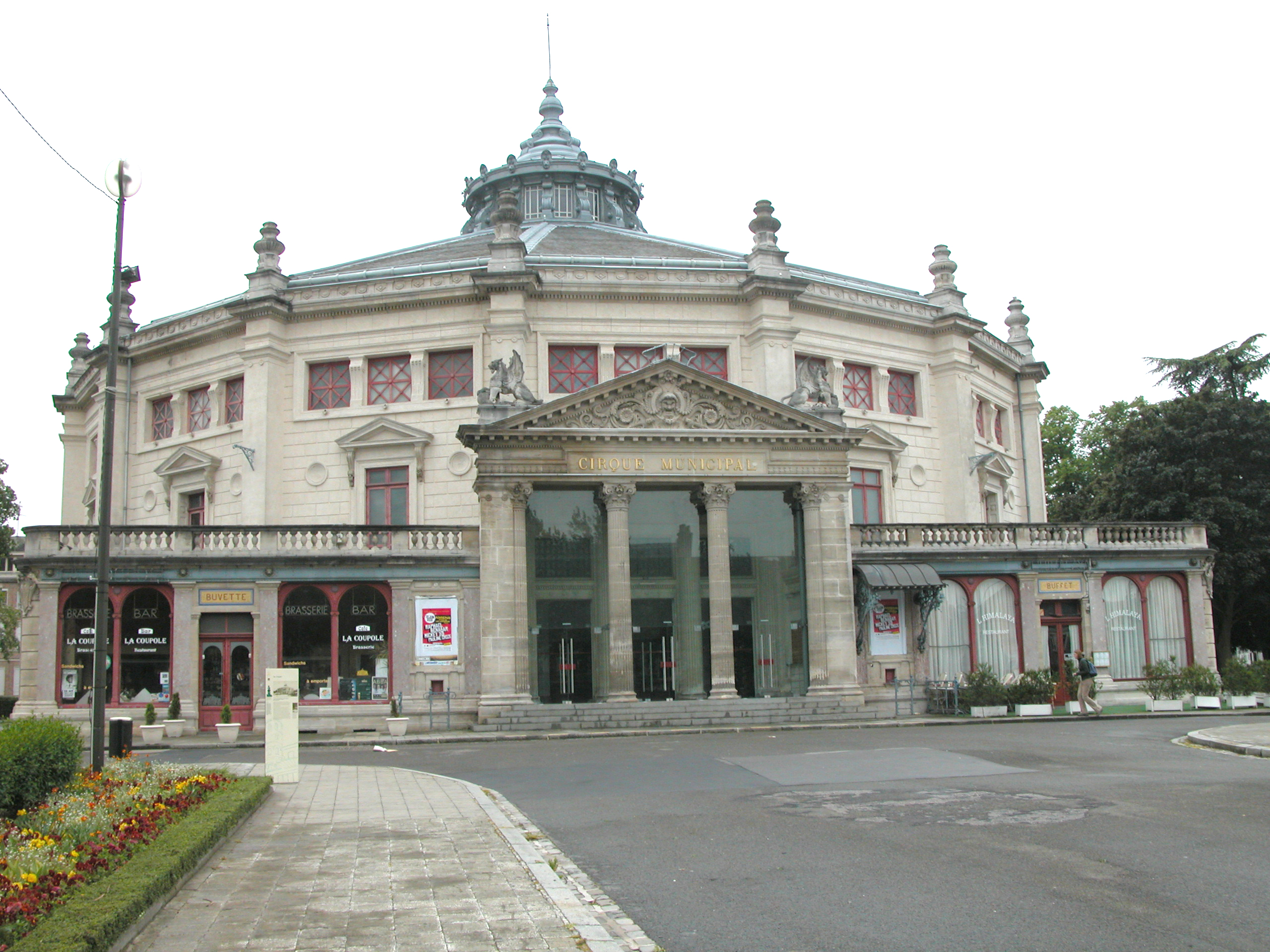
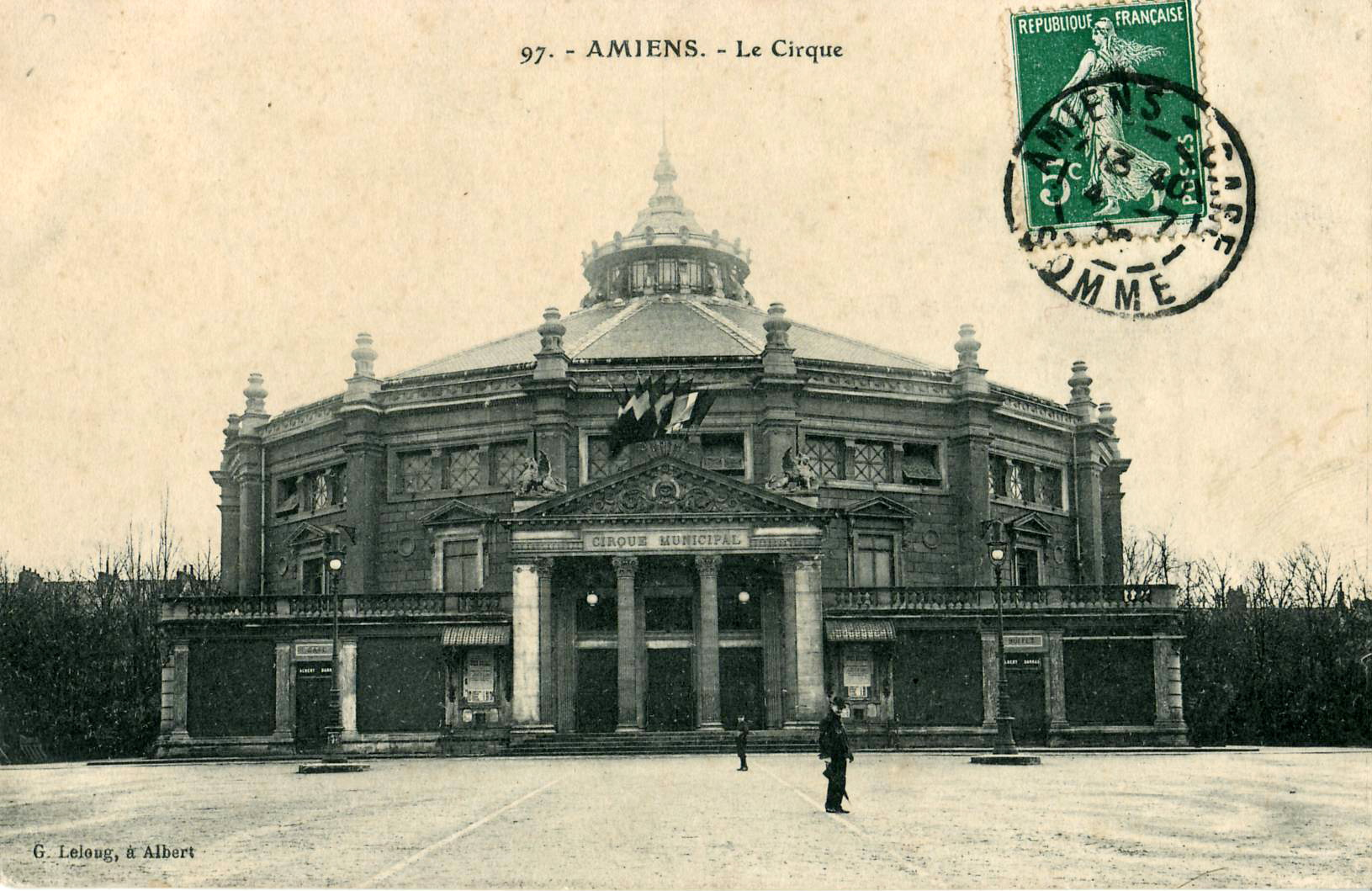
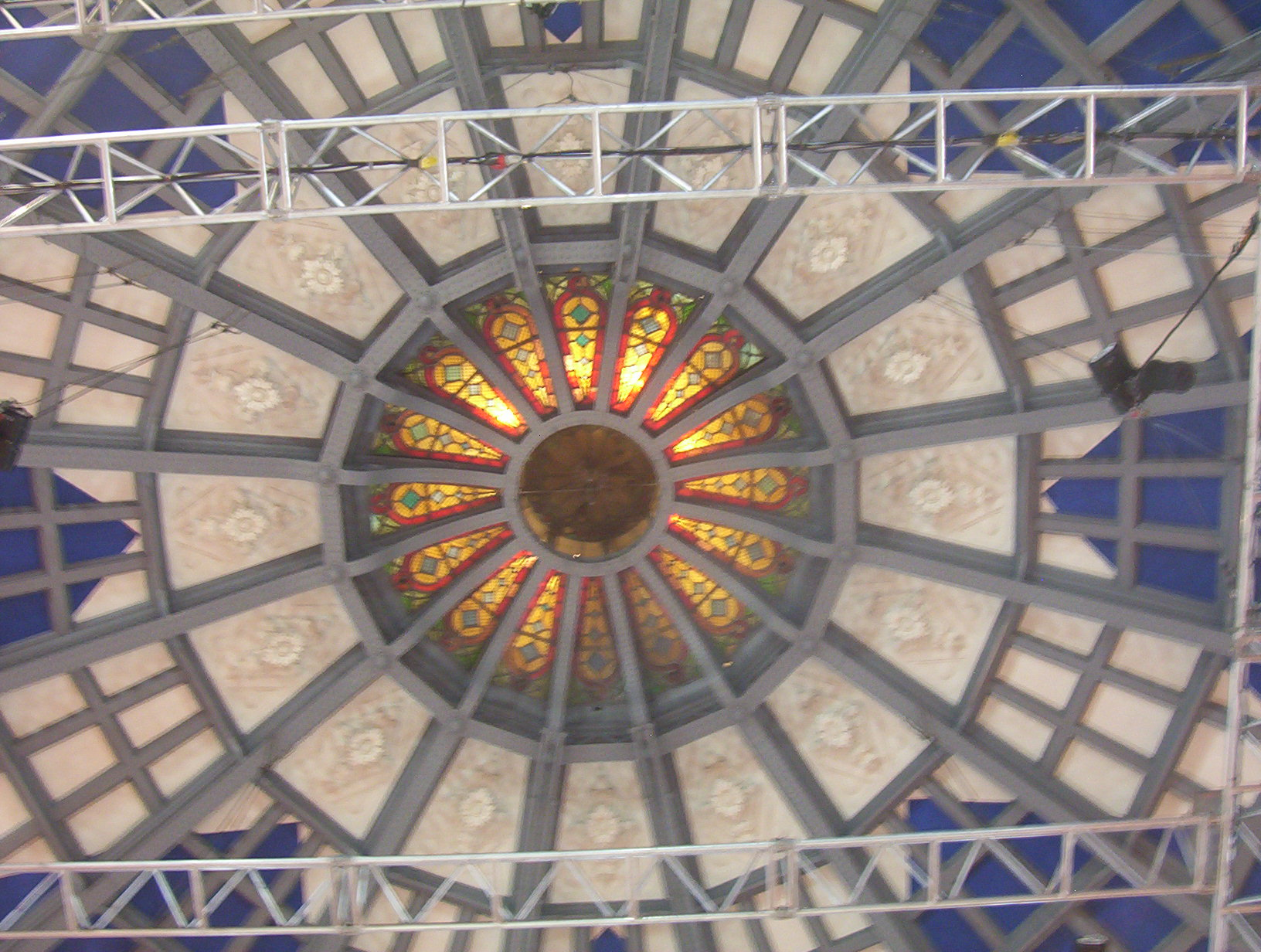
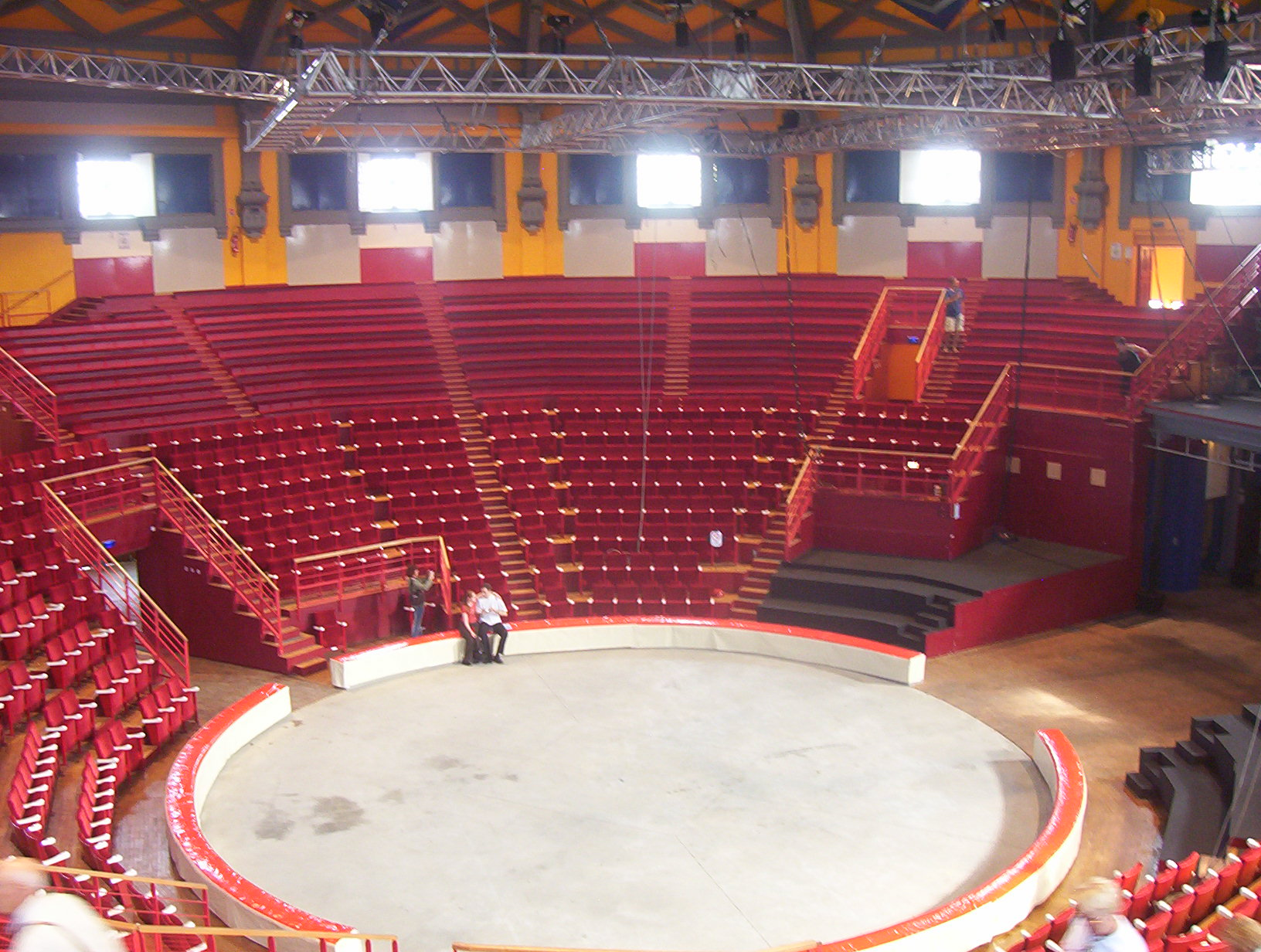
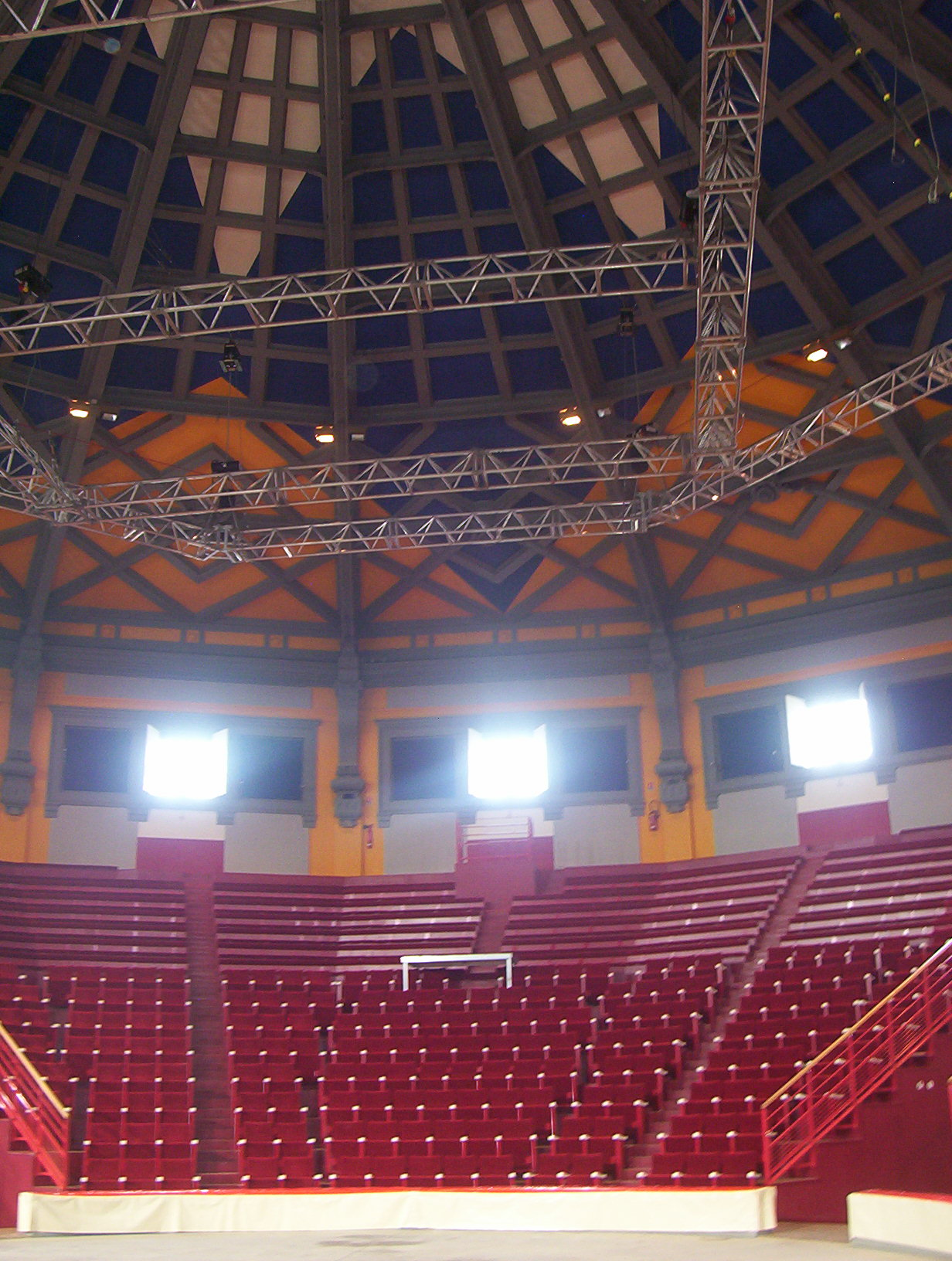
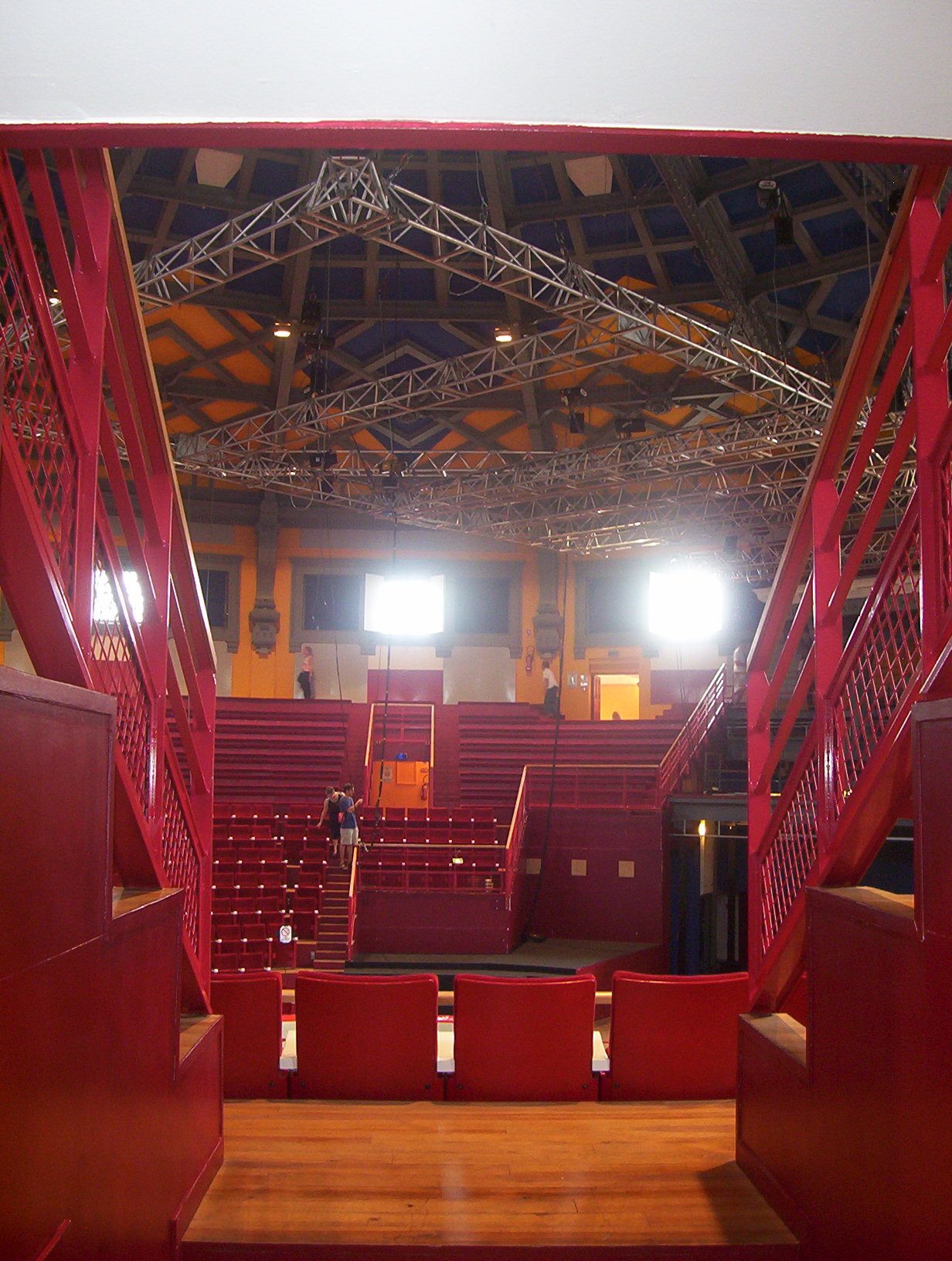
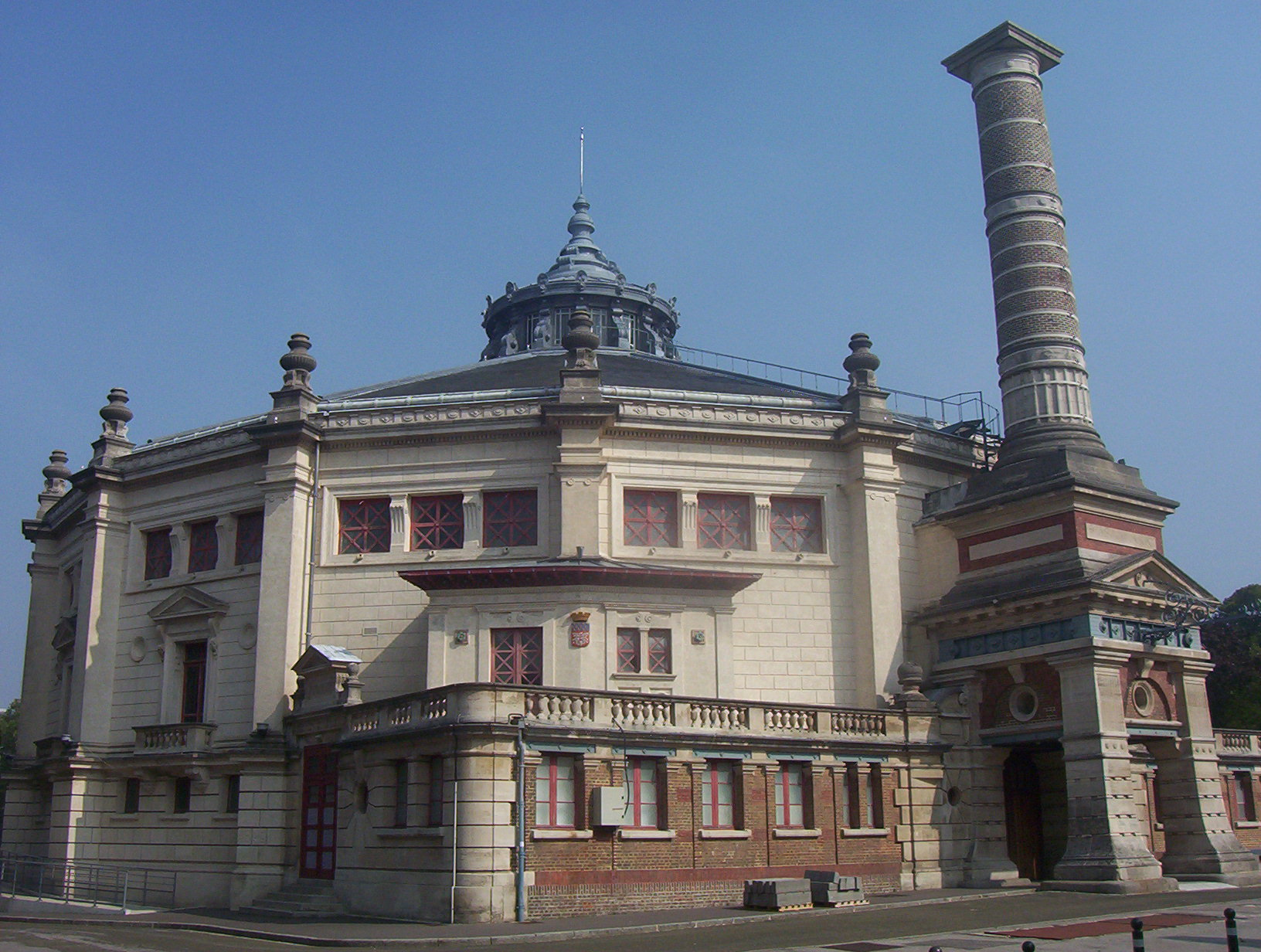